# Мужева Долина (заказник)
Мужева долина — ландшафтний заказник місцевого значення. Розташований у межах Зіньківської міської громади Полтавського району Полтавської області, між селами Лагоди і Гришки.
Площа природоохоронної території — 82 га. Статус надано Рішенням Полтавської обласної ради від 27.10.1994 року, перебуває у користуванні Дейкалівської сільської ради.
Охороняється лучно-степова ділянка у заплаві річки Мужева Долина з типовим Для північної Полтавщини рослинним покривом. У заказнику виявлено 4 види рідкісних рослин та 1 рідкісний вид тварин.